# Stadshusbron, Ronneby
Stadshusbron är en bil- och gångbro över Ronnebyån som förbinder den centrala delen av staden på östra stranden med stadshuset på den västra. Över bron löper Kungsgatan som tidigare varit riksväg och bland annat varit huvudväg mot både Kallinge och Karlshamn. Bron anlades ursprungligen 1934 när ett större bebyggelseprojekt genomfördes i det intilliggande Kvarteret Bror. Den ursprungliga balkbron finns inte längre kvar utan ersattes under 1970-talet av en ny balkbro av betongkonstruktion. Denna bro är samtida med nybyggnaden av stadens stadshus där det tidigare legat en bensinstation vid det västra brofästet.